# Clougha Pike
Clougha Pike är en kulle i Storbritannien.   Den ligger i grevskapet Lancashire och riksdelen England, i den centrala delen av landet, 300 km nordväst om huvudstaden London. Toppen på Clougha Pike är 413 meter över havet.
Terrängen runt Clougha Pike är kuperad åt sydost, men åt nordväst är den platt. Runt Clougha Pike är det tätbefolkat, med 266 invånare per kvadratkilometer. Närmaste större samhälle är Lancaster, 7,0 km väster om Clougha Pike. Trakten runt Clougha Pike består i huvudsak av gräsmarker.